# Escoussens
Escoussens is een gemeente in het Franse departement Tarn (regio Occitanie) en telt 617 inwoners (2005). De plaats maakt deel uit van het arrondissement Castres.

## Geografie
De oppervlakte van Escoussens bedraagt 24,3 km², de bevolkingsdichtheid is 25,4 inwoners per km².
De onderstaande kaart toont de ligging van Escoussens met de belangrijkste infrastructuur en aangrenzende gemeenten.

## Demografie
Onderstaande figuur toont het verloop van het inwonertal (bron: INSEE-tellingen).